# Serie B de 2019-20 (basquetebol masculino)
A Temporada 2019-20 da Serie B, também conhecida como Serie B Old Wild West por razões de patrocinadores, será a 46ª edição da competição de terciária do basquetebol masculino da Itália segundo sua piramide estrutural. É organizada pela Lega Pallacanestro sob as normas da FIBA e é dividida em quatro grupos.

## Formato
A competição é disputada por 64 equipes divididas em quatro torneios distintos de temporada regular, grupos A, B, C e D, onde as equipes se enfrentam com jogos sendo mandante e visitante, determinando ao término desta as colocações do primeiro ao último colocados. Prevê-se a promoção à Serie A2 aos três melhores classificados no Final Four.

## Temporada Regular

### Tabela de Classificação

#### Grupo A
| Pos. | Clube                            | Pts. | J  | V  | D  | PF   | PC   | Dif. | Classificação       |
| ---- | -------------------------------- | ---- | -- | -- | -- | ---- | ---- | ---- | ------------------- |
| 1    | Blukart Etrusca San Miniato      | 36   | 22 | 18 | 4  | 1630 | 1409 | 221  | Playoffs            |
| 2    | All Food Enic Firenze            | 34   | 21 | 17 | 4  | 1648 | 1442 | 206  | Playoffs            |
| 3    | Paffoni Fulgor Omegna            | 34   | 22 | 17 | 5  | 1600 | 1409 | 191  | Playoffs            |
| 4    | Green Basket Palermo             | 32   | 21 | 16 | 5  | 1607 | 1468 | 139  | Playoffs            |
| 5    | Solbat Basket Golfo Piombino     | 30   | 22 | 15 | 7  | 1666 | 1444 | 222  | Playoffs            |
| 6    | Olimpo Basket Alba               | 30   | 22 | 15 | 7  | 1656 | 1577 | 79   | Playoffs            |
| 7    | Use Computer Gross Empoli        | 26   | 21 | 13 | 8  | 1562 | 1409 | 153  | Playoffs            |
| 8    | Geonova B.C. Lucca               | 18   | 21 | 9  | 12 | 1546 | 1608 | -62  | Playoffs            |
| 9    | Basket Cecina                    | 18   | 22 | 9  | 13 | 1648 | 1673 | -25  |                     |
| 10   | Irritec Capo d’Orlando           | 14   | 22 | 7  | 15 | 1403 | 1671 | -268 |                     |
| 11   | Mamy Oleggio                     | 12   | 21 | 6  | 15 | 1541 | 1633 | -92  |                     |
| 12   | Gessi Valsesia Basket Borgosesia | 12   | 22 | 6  | 16 | 1426 | 1585 | -159 | Disputarão Playouts |
| 13   | Levante Torrenova                | 10   | 21 | 5  | 16 | 1322 | 1569 | -247 | Disputarão Playouts |
| 14   | Fortitudo Alessandria Sandàra    | 8    | 21 | 4  | 17 | 1401 | 1535 | -134 | Disputarão Playouts |
| 15   | Montecatiniterme Basketball      | 8    | 21 | 4  | 17 | 1385 | 1609 | -224 | Disputarão Playouts |

|  |                                         |
|  | Classificados aos playoffs              |
|  | Classificados para disputar permanência |
|  | Rebaixados diretamente para a Serie C   |

#### Grupo B
| Pos. | Clube                                | Pts. | J  | V  | D  | PF   | PC   | Dif. | Classificação       |
| ---- | ------------------------------------ | ---- | -- | -- | -- | ---- | ---- | ---- | ------------------- |
| 1    | Vaporart Bernareggio                 | 38   | 23 | 19 | 4  | 1828 | 1535 | 293  | Playoffs            |
| 2    | Rucker Sanve San Vendemiano          | 36   | 22 | 18 | 4  | 1596 | 1441 | 155  | Playoffs            |
| 3    | Antenore Energia Padova              | 32   | 23 | 16 | 7  | 1629 | 1522 | 107  | Playoffs            |
| 4    | Gimar Basket Lecco                   | 28   | 22 | 14 | 8  | 1598 | 1583 | 15   | Playoffs            |
| 5    | Omnia Basket Pavia                   | 28   | 22 | 14 | 8  | 1574 | 1456 | 118  | Playoffs            |
| 6    | Pontoni Falconstar Basket Monfalcone | 26   | 23 | 13 | 10 | 1692 | 1673 | 19   | Playoffs            |
| 7    | Elachem Vigevano                     | 24   | 22 | 12 | 10 | 1670 | 1533 | 137  | Playoffs            |
| 8    | Vega Mestre                          | 22   | 22 | 11 | 11 | 1627 | 1570 | 57   | Playoffs            |
| 9    | Corona Platina Piadena MG.Kvis       | 20   | 22 | 10 | 12 | 1632 | 1750 | -118 |                     |
| 10   | LTC Sangiorgese Basket               | 20   | 22 | 10 | 12 | 1460 | 1518 | -58  |                     |
| 11   | Juvi Ferraroni Cremona 1952          | 18   | 21 | 9  | 12 | 1427 | 1457 | -30  |                     |
| 12   | Tramarossa Vicenza                   | 16   | 22 | 8  | 14 | 1532 | 1624 | -92  | Disputarão Playouts |
| 13   | Gordon Nuova Pallacanestro Olginate  | 16   | 23 | 8  | 15 | 1629 | 1713 | -84  | Disputarão Playouts |
| 14   | Pallacanestro Crema                  | 12   | 22 | 6  | 16 | 1493 | 1591 | -98  | Disputarão Playouts |
| 15   | Coelsanus Robur et Fides Varese      | 12   | 23 | 6  | 17 | 1630 | 1766 | -136 | Disputarão Playouts |
| 16   | Gilbertina Soresina                  | 8    | 22 | 4  | 18 | 1474 | 1759 | -285 | Rebaixado à Serie C |

|  |                                         |
|  | Classificados aos playoffs              |
|  | Classificados para disputar permanência |
|  | Rebaixados diretamente para a Serie C   |

#### Grupo C
| Pos. | Clube                                   | Pts. | J  | V  | D  | PF   | PC   | Dif. | Classificação       |
| ---- | --------------------------------------- | ---- | -- | -- | -- | ---- | ---- | ---- | ------------------- |
| 1    | Tramec Cento                            | 36   | 23 | 18 | 5  | 1755 | 1521 | 234  | Playoffs            |
| 2    | Ristopro Fabriano                       | 36   | 23 | 18 | 5  | 1740 | 1502 | 238  | Playoffs            |
| 3    | Amatori Tigers Cesena                   | 32   | 23 | 16 | 7  | 1644 | 1508 | 136  | Playoffs            |
| 4    | Albergatore Pro Rinascita Basket Rimini | 32   | 23 | 16 | 7  | 1771 | 1696 | 75   | Playoffs            |
| 5    | Bakery Piacenza                         | 30   | 22 | 15 | 7  | 1581 | 1438 | 143  | Playoffs            |
| 6    | Esa Italia Chieti                       | 28   | 23 | 14 | 9  | 1732 | 1658 | 74   | Playoffs            |
| 7    | Rossella Virtus Civitanova Marche       | 26   | 23 | 13 | 10 | 1644 | 1644 | 0    | Playoffs            |
| 8    | Sinermatic Ozzano                       | 24   | 23 | 12 | 11 | 1618 | 1660 | -42  | Playoffs            |
| 9    | Aurora Basket Jesi                      | 22   | 22 | 11 | 11 | 1549 | 1553 | -4   |                     |
| 10   | Rekico Faenza                           | 22   | 23 | 11 | 12 | 1703 | 1662 | 41   |                     |
| 11   | Giulianova Basket 85                    | 18   | 23 | 9  | 14 | 1552 | 1683 | -131 |                     |
| 12   | Goldengas Pallacanestro Senigallia      | 16   | 22 | 8  | 14 | 1692 | 1706 | -14  | Disputarão Playouts |
| 13   | Sutor Premiata Montegranaro             | 16   | 23 | 8  | 15 | 1656 | 1743 | -87  | Disputarão Playouts |
| 14   | Luciana Mosconi Ancona                  | 14   | 23 | 7  | 16 | 1608 | 1731 | -123 | Disputarão Playouts |
| 15   | Adriatica Press Teramo Basket 1960      | 8    | 22 | 4  | 18 | 1454 | 1708 | -254 | Disputarão Playouts |
| 16   | Porto Sant'Elpidio Basket               | 4    | 23 | 2  | 21 | 1539 | 1825 | -286 |                     |

|  |                                         |
|  | Classificados aos playoffs              |
|  | Classificados para disputar permanência |
|  | Rebaixados diretamente para a Serie C   |

#### Grupo D
| Pos. | Clube                               | Pts. | J  | V  | D  | PF   | PC   | Dif. | Classificação       |
| ---- | ----------------------------------- | ---- | -- | -- | -- | ---- | ---- | ---- | ------------------- |
| 1    | Citysightseeing Palestrina          | 42   | 23 | 21 | 2  | 1843 | 1603 | 240  | Playoffs            |
| 2    | Virtus Arechi Salerno               | 38   | 23 | 19 | 4  | 1861 | 1590 | 271  | Playoffs            |
| 3    | Bawer Olimpia Matera                | 36   | 23 | 18 | 5  | 1769 | 1592 | 177  | Playoffs            |
| 4    | Lions Bisceglie                     | 30   | 23 | 15 | 8  | 1854 | 1714 | 140  | Playoffs            |
| 5    | LUISS Roma                          | 26   | 23 | 13 | 10 | 1690 | 1669 | 21   | Playoffs            |
| 6    | Geko PSA Sant’Antimo                | 26   | 23 | 13 | 10 | 1732 | 1690 | 42   | Playoffs            |
| 7    | Frata Nardò                         | 24   | 23 | 12 | 11 | 1639 | 1596 | 43   | Playoffs            |
| 8    | Tecno Switch Ruvo di Puglia         | 24   | 23 | 12 | 11 | 1747 | 1756 | -9   | Playoffs            |
| 9    | Special Days Virtus Valmontone      | 24   | 23 | 12 | 11 | 1631 | 1610 | 21   |                     |
| 10   | Adriatica Industriale Basket Corato | 22   | 23 | 11 | 12 | 1562 | 1611 | -49  |                     |
| 11   | Bava Virtus Pozzuoli                | 18   | 23 | 9  | 14 | 1637 | 1766 | -129 |                     |
| 12   | Stella Azzurra Roma                 | 14   | 23 | 7  | 16 | 1584 | 1696 | -112 | Disputarão Playouts |
| 13   | Meta Formia                         | 14   | 23 | 7  | 16 | 1681 | 1803 | -122 | Disputarão Playouts |
| 14   | BPC Virtus Cassino                  | 14   | 23 | 7  | 16 | 1696 | 1834 | -138 | Disputarão Playouts |
| 15   | Scandone Avellino                   | 10   | 23 | 5  | 18 | 1499 | 1728 | -229 | Disputarão Playouts |
| 16   | Silva Group Basket Scauri           | 6    | 23 | 3  | 20 | 1583 | 1750 | -167 | Rebaixado à Serie C |

|  |                                         |
|  | Classificados aos playoffs              |
|  | Classificados para disputar permanência |
|  | Rebaixados diretamente para a Serie C   |

## Playoffs

### Playoff A

#### Quartas de final
| Time 1 | Série | Time 2 | 1º Jogo | 2º Jogo | 3º Jogo |
| ------ | ----- | ------ | ------- | ------- | ------- |
|        | -     |        |         |         |         |
|        | -     |        |         |         |         |
|        | -     |        |         |         |         |
|        | -     |        |         |         |         |

#### Semifinal
| Time 1 | Série | Time 2 | 1º Jogo | 2º Jogo | 3º Jogo | 4º Jogo | 5º Jogo |
| ------ | ----- | ------ | ------- | ------- | ------- | ------- | ------- |
|        | -     |        |         |         |         |         |         |
|        | -     |        |         |         |         |         |         |

#### Final
| Time 1 | Série | Time 2 | 1º Jogo | 2º Jogo | 3º Jogo | 4º Jogo | 5º Jogo |
| ------ | ----- | ------ | ------- | ------- | ------- | ------- | ------- |
|        | -     |        |         |         |         |         |         |

### Playoff B

#### Quartas de final
| Time 1 | Série | Time 2 | 1º Jogo | 2º Jogo | 3º Jogo |
| ------ | ----- | ------ | ------- | ------- | ------- |
|        | -     |        |         |         |         |
|        | -     |        |         |         |         |
|        | -     |        |         |         |         |
|        | -     |        |         |         |         |

#### Semifinal
| Time 1 | Série | Time 2 | 1º Jogo | 2º Jogo | 3º Jogo | 4º Jogo | 5º Jogo |
| ------ | ----- | ------ | ------- | ------- | ------- | ------- | ------- |
|        | -     |        |         |         |         |         |         |
|        | -     |        |         |         |         |         |         |

#### Final
| Time 1 | Série | Time 2 | 1º Jogo | 2º Jogo | 3º Jogo | 4º Jogo | 5º Jogo |
| ------ | ----- | ------ | ------- | ------- | ------- | ------- | ------- |
|        | -     |        |         |         |         |         |         |

### Playoff C

#### Quartas de final
| Time 1 | Série | Time 2 | 1º Jogo | 2º Jogo | 3º Jogo |
| ------ | ----- | ------ | ------- | ------- | ------- |
|        | -     |        |         |         |         |
|        | -     |        |         |         |         |
|        | -     |        |         |         |         |
|        | -     |        |         |         |         |

#### Semifinal
| Time 1 | Série | Time 2 | 1º Jogo | 2º Jogo | 3º Jogo | 4º Jogo | 5º Jogo |
| ------ | ----- | ------ | ------- | ------- | ------- | ------- | ------- |
|        | -     |        |         |         |         |         |         |
|        | -     |        |         |         |         |         |         |

#### Final
| Time 1 | Série | Time 2 | 1º Jogo | 2º Jogo | 3º Jogo | 4º Jogo | 5º Jogo |
| ------ | ----- | ------ | ------- | ------- | ------- | ------- | ------- |
|        | -     |        |         |         |         |         |         |

### Playoff D

#### Quartas de final
| Time 1 | Série | Time 2 | 1º Jogo | 2º Jogo | 3º Jogo |
| ------ | ----- | ------ | ------- | ------- | ------- |
|        | -     |        |         |         |         |
|        | -     |        |         |         |         |
|        | -     |        |         |         |         |
|        | -     |        |         |         |         |

#### Semifinal
| Time 1 | Série | Time 2 | 1º Jogo | 2º Jogo | 3º Jogo | 4º Jogo | 5º Jogo |
| ------ | ----- | ------ | ------- | ------- | ------- | ------- | ------- |
|        | -     |        |         |         |         |         |         |
|        | -     |        |         |         |         |         |         |

#### Final
| Time 1 | Série | Time 2 | 1º Jogo | 2º Jogo | 3º Jogo | 4º Jogo | 5º Jogo |
| ------ | ----- | ------ | ------- | ------- | ------- | ------- | ------- |
|        | -     |        |         |         |         |         |         |

## Final Four
A última fase classificatória da Serie B que credencia três equipes para a Serie A2 sendo que os dois vencedores da primeira rodada juntamente com o vencedor entre os derrotados nesta primeira etapa, são promovidos para a dita divisão.
| Time 1 | Placar | Time 2 |
| ------ | ------ | ------ |
|        | -      |        |
|        | -      |        |
|        |        |        |
|        | -      |        |

## Playouts
Participam desta repescagem, os 12º e 15º colocados em cada grupo que se cruzam (12ºx15º e 13ºx14º) em "melhor-de-cinco" sendo que os dois perdedores  desta semifinal são rebaixados para a Serie C, enquanto que os vencedores disputam outro quadrangular para definir mais rebaixados.

### Playout A
| Time 1 | Série | Time 2 | 1º Jogo | 2º Jogo | 3º Jogo | 4º Jogo | 5º Jogo |
| ------ | ----- | ------ | ------- | ------- | ------- | ------- | ------- |
|        | -     |        |         |         |         |         |         |
|        | -     |        |         |         |         |         |         |

### Playout B
| Time 1 | Série | Time 2 | 1º Jogo | 2º Jogo | 3º Jogo | 4º Jogo | 5º Jogo |
| ------ | ----- | ------ | ------- | ------- | ------- | ------- | ------- |
|        | -     |        |         |         |         |         |         |
|        | -     |        |         |         |         |         |         |

### Playout C
| Time 1 | Série | Time 2 | 1º Jogo | 2º Jogo | 3º Jogo | 4º Jogo | 5º Jogo |
| ------ | ----- | ------ | ------- | ------- | ------- | ------- | ------- |
|        | -     |        |         |         |         |         |         |
|        | -     |        |         |         |         |         |         |

### Playout D
| Time 1 | Série | Time 2 | 1º Jogo | 2º Jogo | 3º Jogo | 4º Jogo | 5º Jogo |
| ------ | ----- | ------ | ------- | ------- | ------- | ------- | ------- |
|        | -     |        |         |         |         |         |         |
|        | -     |        |         |         |         |         |         |

### Playout 2º Turno
| Time 1 | Placar | Time 2 |
| ------ | ------ | ------ |
|        | -      |        |
|        | -      |        |
|        |        |        |
|        | -      |        |

## Artigos relacionados
- Serie A
- Serie A2
- Seleção Italiana de Basquetebol